# Еммі (премія, 2023)
На 75-й церемонії вручення праймтайм премії «Еммі» членами Американської телевізійної академії були відзначені найкращі американські телепрограми, що виходили в праймтайм з 1 червня 2022 року по 31 травня 2023 року. Церемонія проходила 15 січня 2024 року в Лос-Анджелесі. Трансляція заходу відбувалася на телеканалі Fox. Ведучим церемонії став актор Ентоні Андерсон, а в ролі її продюсерів виступила компанія Jesse Collins Entertainment. Загалом було вручено 26 нагород «Еммі». 6 і 7 січня також відбулася 75-та премія «Еммі» в сфері творчого мистецтва. Перенесення церемонії з вересня 2023 на січень 2024 пов'язано з трудовими суперечками в Голлівуді.
Лідерами серед усіх номінантів стали серіали «Ведмідь» і «Спадкоємці». Обидві програми мають по шість перемог в головних номінаціях, включаючи відповідно нагороди за найкращий комедійний серіал і найкращий драматичний серіал. Разом з нагородами в сфері творчого мистецтва «Ведмідь» переміг загалом у десяти номінаціях, що робить його абсолютним лідером премії. Серіал «Сварка» отримав п'ять нагород, у тому числі премію за найкращий мінісеріал. Серед інших переможців також Last Week Tonight with John Oliver, The Daily Show with Trevor Noah, Elton John Live: Farewell from Dodger Stadium, «Початкова школа Ебботт», «Чорний птах», «Чудовисько: Історія Джеффрі Дамера», «Королівські перегони Ру Пола» та «Білий лотос».

## Переможці та номінанти

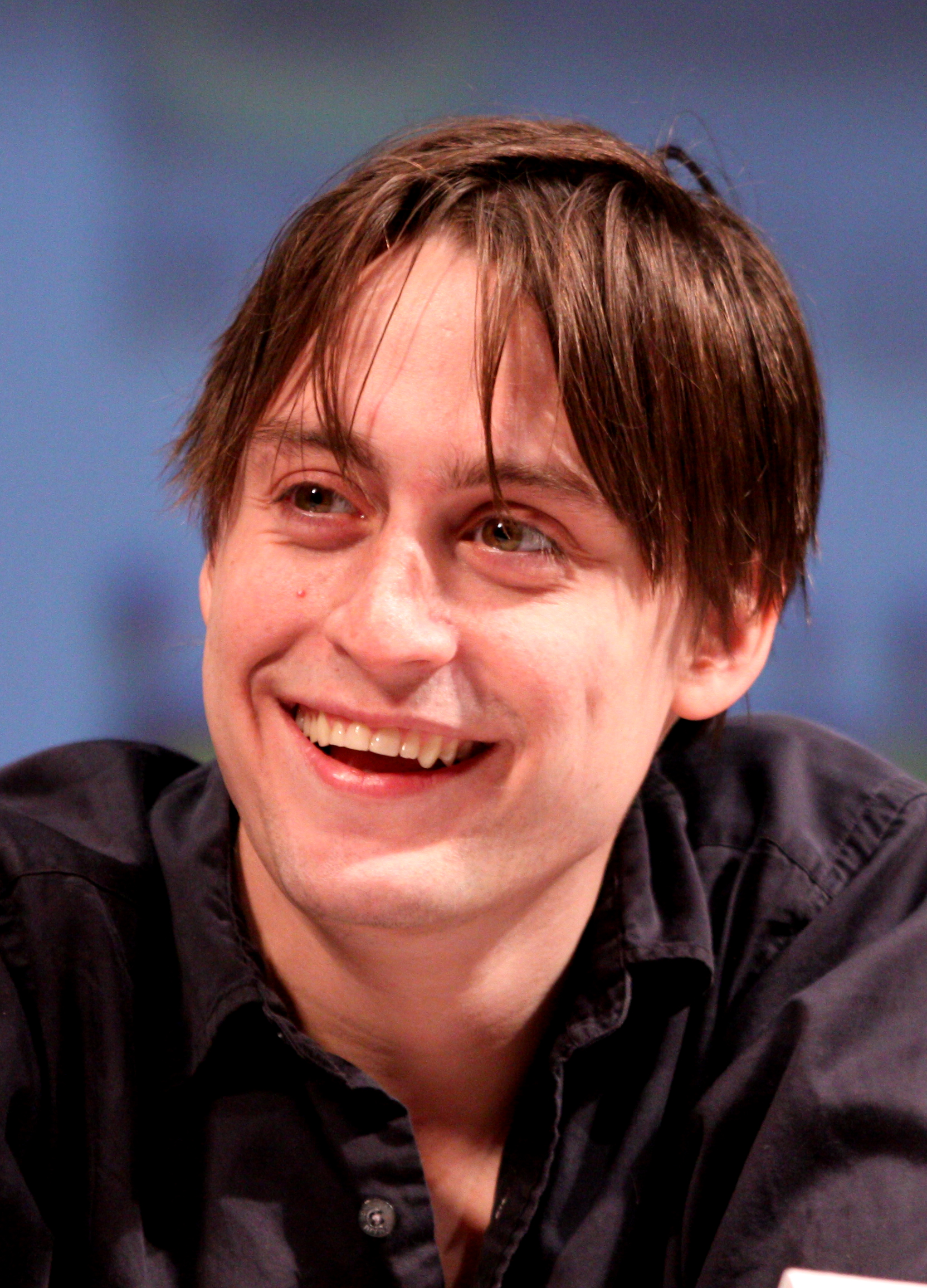
Кіран Калкін, найкращий актор у драматичному серіалі

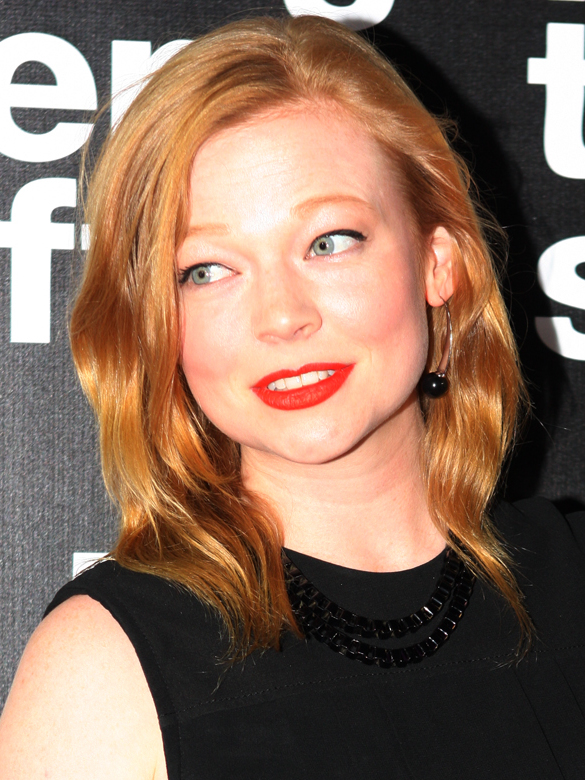
Сара Снук, найкраща акторка в драматичному серіалі

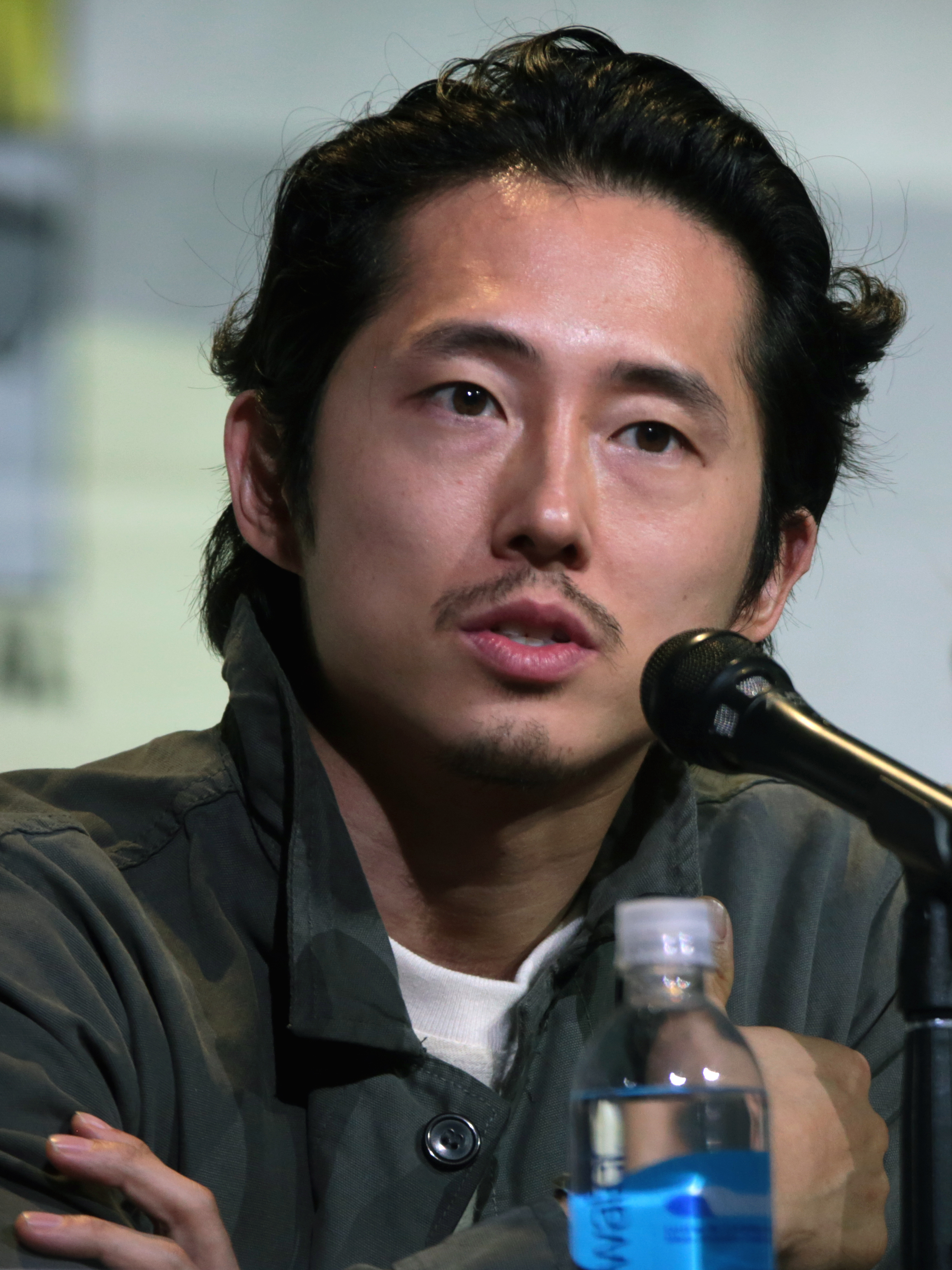
Стівен Йон, найкращий актор у мінісеріалі

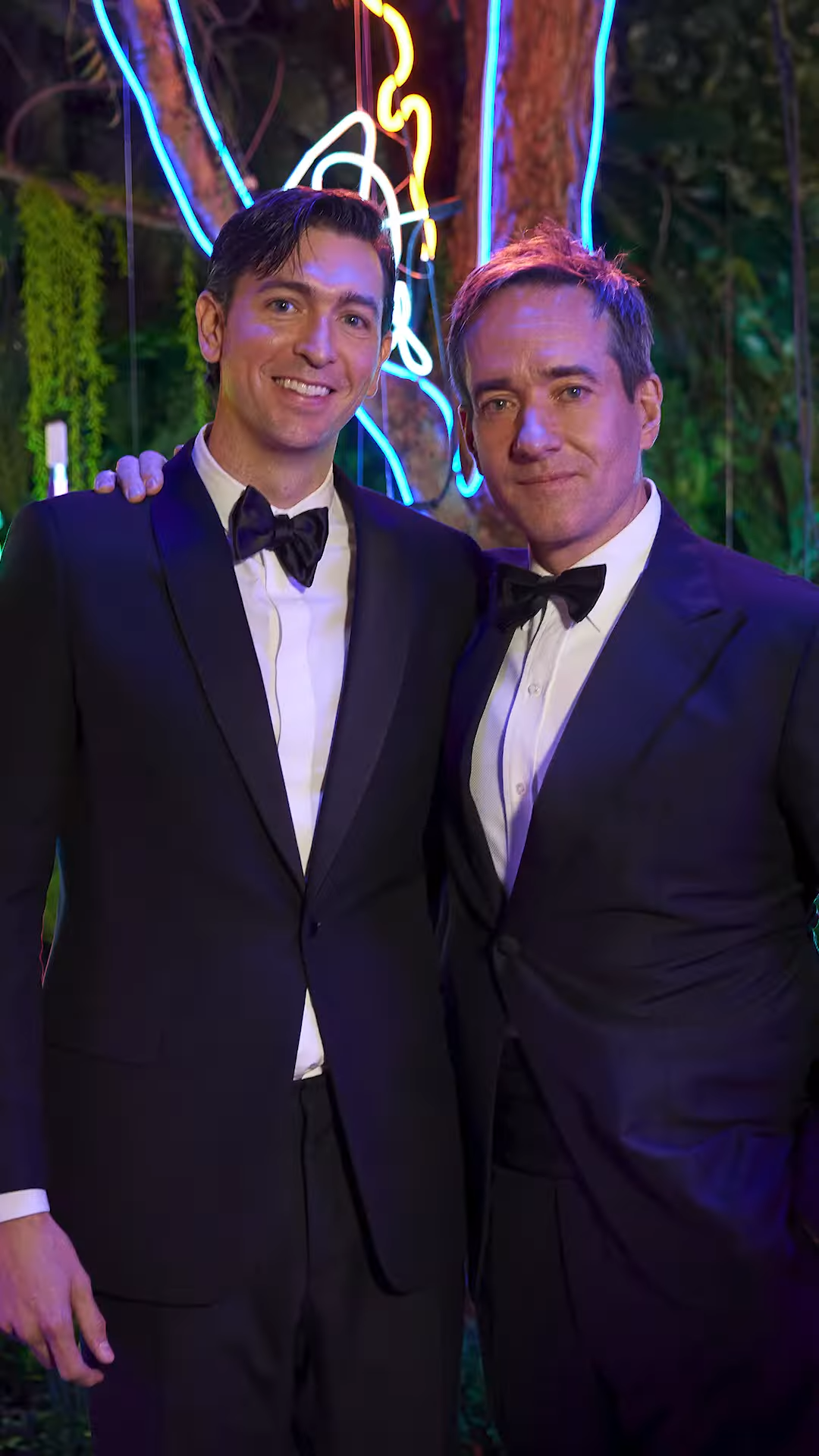
, номінант на найкращого драматичного актора другого плану, та Меттью Макфедьєн, лауреат цієї категорії, на церемонії

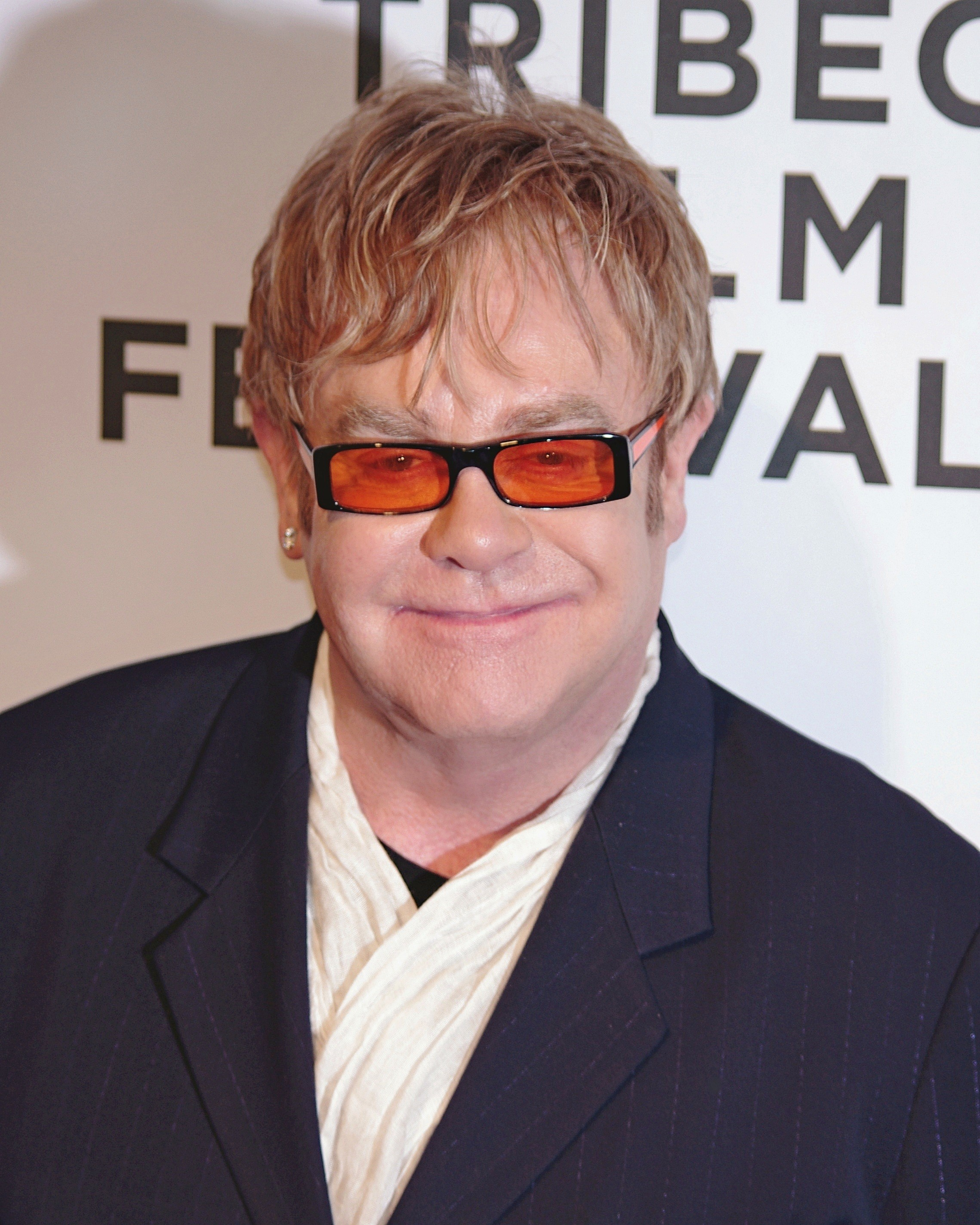
Елтон Джон, який завдяки отриманій премії став одним з лауреатів ЕГОТ

Номінантів 75-ї премії «Еммі» було оголошено 12 липня 2023 року під час онлайн-трансляції, яку вели акторка Іветт Ніколь Браун і голова Телевізійної академії Френк Шерма. «Спадкоємці», отримавши в сумі 27 номінацій, стали лідерами серед всіх програм. Серіал також повторив власний рекорд минулого року, отримавши загалом 14 акторських номінацій. Окрім того, він став першим серіалом, який отримав одразу три номінації на найкращу чоловічу роль у драматичному серіалі. «Останні з нас» стали першою екранізацією відеоігри, яка була номінована в основних категоріях. Номінація Періса Барклі за його роботу над мінісеріалом «Чудовисько: Історія Джеффрі Дамера» зробила його першим чорношкірим режисером, який впродовж своєї кар'єри був номінований в усіх основних режисерських категоріях «Еммі».
Дженна Ортега стала другою після Патті Дьюк наймолодшою номінанткою на найкращу жіночу роль у комедійному серіалі. Три номінації Педро Паскаля зробили його латиноамериканцем з найбільшою кількістю номінацій, отриманих за один рік, а Кейвонн Вудард став наймолодшим за весь час номінантом в чоловічій акторський категорії. Також він другий в історії глухий актор, який був номінований на премію. HBO та Max з 127 номінаціями в сумі стали лідерами серед усіх телемереж. Amazon Freevee і Tubi цього року отримали свої перші номінації за «Бути присяжним» і «Небувалі» відповідно.
Переможців премії було оголошено 15 січня 2024 року після вручення премії «Еммі» в сфері творчого мистецтва 6 і 7 січня. Завдяки своїй перемозі в номінації «Найкращий живий спецвипуск вар'єте» Елтон Джон став 19-ю людино, що увійшла до списку лауреатів EGOT. Квінта Брансон стала першою з 1981 року чорношкірою жінкою, яка перемогла в категорії «Найкраща акторка в комедійному серіалі». Алі Вонг увійшла в історію як перша азіатка, що отримала премію «Еммі» за головну роль.
В таблицях нижче переможці вказані першими в списку номінантів і виділені жирним шрифтом. Для простоти для програмних номінацій не вказані продюсери шоу. Також не вказані сценаристи, номіновані за «Найкращий сценарій для скетч-вар'єте».

### Програми
| Найкращий комедійний телесеріал - «Ведмідь» (FX) - «Початкова школа Ебботт» (ABC) - «Баррі» (HBO) - «Бути присяжним» (Amazon Freevee) - «Дивовижна місіс Мейзел» (Prime Video) - «Вбивства в одній будівлі» (Hulu) - «Тед Лассо» (Apple TV+) - «Венздей» (Netflix)  | Найкращий драматичний телесеріал - «Спадкоємці» (HBO) - «Андор» (Disney+) - «Краще подзвоніть Солу» (AMC) - «Корона» (Netflix) - «Дім дракона» (HBO) - «Останні з нас» (HBO) - «Білий лотос» (HBO) - «Шершні» (Showtime) |
| Найкращий мінісеріал - «Сварка» (Netflix) - «Чудовисько: Історія Джеффрі Дамера» (Netflix) - «Дейзі Джонс і The Six» (Prime Video) - «Флейшман в біді» (FX) - «Обі-Ван Кенобі» (Disney+)                                                                            | Найкраща змагальна реаліті-програма - «Королівські перегони Ру Пола» (MTV) - The Amazing Race (CBS) - Survivor (CBS) - Top Chef (Bravo) - The Voice (NBC)                                                                |
| Найкраще розмовне шоу - The Daily Show with Trevor Noah (Comedy Central) - Jimmy Kimmel Live! (ABC) - Late Night with Seth Meyers (NBC) - The Late Show with Stephen Colbert (CBS) - The Problem with Jon Stewart (Apple TV+)                                       | Найкраще скетч-вар'єте - Last Week Tonight with John Oliver (HBO) - A Black Lady Sketch Show (HBO) - Saturday Night Live (NBC)                                                                                           |
| Найкращий спецвипуск вар'єте (наживо) - Elton John Live: Farewell from Dodger Stadium (Disney+) - The Apple Music Super Bowl LVII Halftime Show Starring Rihanna (Fox) - Chris Rock: Selective Outrage (Netflix) - The Oscars (ABC) - 75th Annual Tony Awards (CBS) | |

### Актори

#### Головні ролі
| Найкращий актор у комедійному серіалі - Джеремі Аллен Вайт — «Ведмідь» (FX) - Білл Гейдер — «Баррі» (HBO) - Джейсон Сіґел — «Правдива терапія» (Apple TV+) - Мартін Шорт — «Вбивства в одній будівлі» (Hulu) - Джейсон Судейкіс — «Тед Лассо» (Apple TV+)                                                                                                   | Найкраща акторка в комедійному серіалі - Квінта Брансон — «Початкова школа Ебботт» (ABC) - Крістіна Епплгейт — «Мертвий для мене» (Netflix) - Рейчел Броснаген — «Дивовижна місіс Мейзел» (Prime Video) - Наташа Лайонн — «Покерфейс» (Peacock) - Дженна Ортега — «Венздей» (Netflix)         |
| Найкращий актор у драматичному серіалі - Кіран Калкін — «Спадкоємці» (HBO) - Джефф Бріджес — «Старий» (FX) - Браян Кокс — «Спадкоємці» (HBO) - Боб Оденкерк — «Краще подзвоніть Солу» (AMC) - Педро Паскаль — «Останні з нас» (HBO) - Джеремі Стронг — «Спадкоємці» (HBO)                                                                                   | Найкраща акторка в драматичному серіалі - Сара Снук — «Спадкоємці» (HBO) - Шерон Горган — «Заради сестри» (Apple TV+) - Мелані Лінскі — «Шершні» (Showtime) - Елізабет Мосс — «Оповідь служниці» (Hulu) - Белла Рамзі — «Останні з нас» (HBO) - Кері Расселл — «Дипломатка» (Netflix)         |
| Найкращий актор у мінісеріалі - Стівен Йон — «Сварка» (Netflix) - Тарон Еджертон — «Чорний птах» (Apple TV+) - Кумейл Нанджіані — «Ласкаво просимо до Чіппендейлс» (Hulu) - Еван Пітерс — «Чудовисько: Історія Джеффрі Дамера» (Netflix) - Денієл Редкліфф — «Дивний: Історія Ела Янковича» (The Roku Channel) - Майкл Шеннон — «Джордж і Теммі» (Showtime) | Найкраща акторка в мінісеріалі - Алі Вонг — «Сварка» (Netflix) - Ліззі Каплан — «Флейшман в біді» (FX) - Джессіка Честейн — «Джордж і Теммі» (Showtime) - Домінік Фішбек — «Рій» (Prime Video) - Кетрін Ган — «Прекрасні дрібниці» (Hulu) - Райлі Кіо — «Дейзі Джонс і The Six» (Prime Video) |

#### Другорядні роли
| Найкращий актор другого плану в комедійному серіалі - Ебон Мосс-Бакрак — «Ведмідь» (FX) - Ентоні Карріган — «Баррі» (HBO) - Філ Данстер — «Тед Лассо» (Apple TV+) - Бретт Ґолдштейн — «Тед Лассо» (Apple TV+) - Джеймс Марсден — «Бути присяжним» (Amazon Freevee) - Тайлер Джеймс Вільямс — «Початкова школа Ебботт» (ABC) - Генрі Вінклер — «Баррі» (HBO)                                  | Найкраща акторка другого плану в комедійному серіалі - Айо Едебірі — «Ведмідь» (FX) - Алекс Борштейн — «Дивовижна місіс Мейзел» (Prime Video) - Джанель Джеймс — «Початкова школа Ебботт» (ABC) - Шеріл Лі Ральф — «Початкова школа Ебботт» (ABC) - Джуно Темпл — «Тед Лассо» (Apple TV+) - Ганна Ваддінгем — «Тед Лассо» (Apple TV+) - Джессіка Вільямс — «Правдива терапія» (Apple TV+)                   |
| Найкращий актор другого плану в драматичному серіалі - Меттью Макфедьєн — «Спадкоємці» (HBO) - Фарід Мюррей Абрагам — «Білий лотос» (HBO) - Ніколас Браун — «Спадкоємці» (HBO) - Майкл Імперіолі — «Білий лотос» (HBO) - Тео Джеймс — «Білий лотос» (HBO) - Алан Рак — «Спадкоємці» (HBO) - Вілл Шарп — «Білий лотос» (HBO) - Александр Скашґорд — «Спадкоємці» (HBO)                        | Найкраща акторка другого плану в драматичному серіалі - Дженніфер Кулідж — «Білий лотос» (HBO) - Елізабет Дебікі — «Корона» (Netflix) - Меґан Фегі — «Білий лотос» (HBO) - Сабріна Імпаччаторе — «Білий лотос» (HBO) - Обрі Плаза — «Білий лотос» (HBO) - Рей Сігорн — «Краще подзвоніть Солу» (AMC) - Дж. Сміт-Камерон — «Спадкоємці» (HBO) - Сімона Табаско — «Білий лотос» (HBO)                         |
| Найкращий актор другого плану в мінісеріалі - Пол Волтер Гаузер — «Чорний птах» (Apple TV+) - Мюррей Бартлетт — «Ласкаво просимо до Чіппендейлс» (Hulu) - Річард Дженкінс — «Чудовисько: Історія Джеффрі Дамера» (Netflix) - Джозеф Лі — «Сварка» (Netflix) - Рей Ліотта — «Чорний птах» (Apple TV+) (посмертно) - Янг Мазіно — «Сварка» (Netflix) - Джессі Племенс — «Любов і смерть» (Max) | Найкраща акторка другого плану в мінісеріалі - Нісі Неш — «Чудовисько: Історія Джеффрі Дамера» (Netflix) - Анналі Ешфорд — «Ласкаво просимо до Чіппендейлс» (Hulu) - Марія Белло — «Сварка» (Netflix) - Клер Дейнс — «Флейшман в біді» (FX) - Джульєтт Льюїс — «Ласкаво просимо до Чіппендейлс» (Hulu) - Каміла Мороне — «Дейзі Джонс і The Six» (Prime Video) - Мерріт Уевер — «Прекрасні дрібниці» (Hulu) |

### Режисери
| Найкраща режисура комедійного серіалу - Крістофер Сторер — «Ведмідь» (епізод «Review») (FX) - Білл Гейдер — «Баррі» (епізод «wow») (HBO) - Емі Шерман-Палладіно — «Дивовижна місіс Мейзел» (епізод «Four Minutes») (Prime Video) - Мері Лу Беллі — «Шоу міс Пет» (епізод «Don't Touch My Hair») (BET+) - Деклан Лоуні — «Тед Лассо» (епізод «So Long, Farewell») (Apple TV+) - Тім Бертон — «Венздей» (епізод «Wednesday's Child Is Full of Woe») (Netflix)                           | Найкраща режисура драматичного серіалу - Марк Майлод — «Спадкоємці» (епізод «Connor's Wedding») (HBO) - Бенджамін Карон — «Андор» (епізод «Rix Road») (Disney+) - Дербла Уолш — «Заради сестри» (епізод «The Prick») (Apple TV+) - Пітер Гоар — «Останні з нас» (епізод «Long, Long Time») (HBO) - Андрій Парех — «Спадкоємці» (епізод «America Decides») (HBO) - Лорен Скафарія — «Спадкоємці» (епізод «Living+») (HBO) - Майк Вайт — «Білий лотос» (епізод «Arrivederci») (HBO) |
| Найкраща режисура мінісеріалу або фільму - Лі Сон Джин — «Сварка» (епізод «Figures of Light») (Netflix) - Джейк Шраєр — «Сварка» (епізод «The Great Fabricator») (Netflix) - Карл Франклін — «Дамер – Чудовисько: Історія Джеффрі Дамера» (епізод «Bad Meat») (Netflix) - Періс Барклай — «Дамер – Чудовисько: Історія Джеффрі Дамера» (епізод «Silenced») (Netflix) - Джонатан Дейтон і Валері Феріс — «Флейшман в біді» (епізод «Me-Time») (FX) - Ден Трахтенберг — «Здобич» (Hulu) | |

### Сценаристи
| Найкращий сценарій для комедійного серіалу - Крістофер Сторер — «Ведмідь» (епізод «System») (FX) - Білл Гейдер — «Баррі» (епізод «wow») (HBO) - Меккі Ліпер — «Бути присяжним» (епізод «Ineffective Assistance») (Amazon Freevee) - Джон Гоффман, Маттео Боргезе та Роб Турбовскі — «Вбивства в одній будівлі» (епізод «I Know Who Did It») (Hulu) - Кріс Келлі та Сара Шнайдер — «Двоє інших» (епізод «Cary & Brooke Go to an AIDS Play») (Max) - Брендан Хант, Джо Келлі й Джейсон Судейкіс — «Тед Лассо» (епізод «So Long, Farewell») (Apple TV+) | Найкращий сценарій для драматичного серіалу - Джессі Армстронг — «Спадкоємці» (епізод «Connor's Wedding») (HBO) - Бо Віллімон — «Андор» (епізод «One Way Out») (Disney+) - Шерон Горган, Дейв Фінкель і Бретт Бер — «Заради сестри» (епізод «The Prick») (Apple TV+) - Гордон Сміт — «Краще подзвоніть Солу» (епізод «Point and Shoot») (AMC) - Пітер Ґулд — «Краще подзвоніть Солу» (епізод «Saul Gone») (AMC) - Крейг Мезін — «Останні з нас» (епізод «Long, Long Time») (HBO) - Майк Вайт — «Білий лотос» (епізод «Arrivederci») (HBO) |
| Найкращий сценарій для мінісеріалу або фільму - Лі Сон Джин — «Сварка» (епізод «The Birds Don't Sing, They Screech in Pain») (Netflix) - Джоел Кім Бустер — «Файр-Айленд» (Hulu) - Таффі Бродессер-Акнер — «Флейшман в біді» (епізод «Me-Time») (FX) - Патрік Ейсон і Ден Трахтенберг — «Здобич» (Hulu) - Жанін Наберс і Дональд Гловер — «Рій» (епізод «Stung») (Prime Video) - «Дивний Ел» Янковик і Ерік Аппел — «Дивний: Історія Ела Янковича» (The Roku Channel)                                                                                | Найкращий сценарій для скетч-вар'єте - Last Week Tonight with John Oliver (HBO) - The Daily Show with Trevor Noah (Comedy Central) - Late Night with Seth Meyers (NBC) - The Late Show with Stephen Colbert (CBS) - Saturday Night Live (NBC) |

### Губернаторська нагорода
Губернаторська нагорода була вручена GLAAD, організації з моніторингу та захисту ЗМІ, яка «протягом майже чотирьох десятиліть працює над забезпеченням справедливого, точного та різноманітного представництва ЛГБТК-спільноти в медіаіндустрії та індустрії розваг». Сара Кейт Елліс, президент і генеральний директор GLAAD, отримала нагороду від імені організації.

## Інформація про церемонію
У лютому 2023 року Американська телевізійна академія і телекомпанія Fox оголосили, що 75-та церемонія вручення премії «Еммі» відбудеться 18 вересня, а вручення премії в сфері творчого мистецтва — 9 і 10 вересня. Це був другий рік поспіль, коли церемонія припадала на понеділок. Таке рішення мало б запобігти потенційному перетинанню премії з футбольними трансляціями Fox у неділю. Продюсерами церемонії було обрано компанію Jesse Collins Entertainment. Ентоні Андерсон був оголошений ведучим заходу в грудні. На статуетках цього року було викарбувано число «75» на честь 75-річчя премії.
Через страйк Гільдії сценаристів Америки, який розпочався 2 травня 2023 року, Телевізійна академія дозволила компаніям скасувати заплановані рекламні заходи без штрафних санкцій. Гільдія також попросила своїх членів не відвідувати подібні заходи, поки триває страйк. Окрім цього, 14 липня розпочався страйк SAG-AFTRA. Повідомляється, що Телевізійна академія планувала відкласти церемонію, якщо хоча б один зі страйків триватиме до серпня. Востаннє вручення прайм-тайм премії «Еммі» відкладалося 2001 року після терактів 11 вересня. Згідно з кількома джерелами, Академія надавала перевагу проведенню церемонії в листопаді, тоді як Fox були схильні до перенесення премії на січень через власні зобов'язання щодо трансляцій осіннього періоду. 10 серпня церемонію офіційно перенесли на 15 січня 2024 року. Фінальний раунд голосування все ж відбувся наприкінці серпня, як і було заплановано.
Церемонію наживо в середньому дивилися 4,3 мільйона глядачів, що на 27% менше, ніж попередню церемонію 2022 року. Такий показник є найгіршим в історії премії «Еммі». Також трансляція отримала 0,85 балів за рейтингом Нільсена серед дорослих віком 18–49 років.